# Thomas Bradwardine
Thomas Bradwardine, angleški nadškof, teolog in matematik, * okoli 1295 (1290-1300), Hartfield, grofija Sussex ali Chichester, Anglija, † 26. avgust 1349, Lambeth, London. 
Bradwardine je študiral na Mertonovem koledžu (Merton College) v Oxfordu, kjer je doktoriral iz bogoslovstva.
Postal je profesor bogoslovstva na oxfordski univerzi. Najprej je bil predstojnik škofije v Londonu, pozneje pa je postal kaplan in spovednik Edvarda III. in med vojnami v Franciji skrbel zanj. Po vrnitvi v Anglijo so ga leta 1347 izvolili za kanonika Lincolna, leta 1349 pa je postal canterburyski nadškof. Umrl je v dvorcu Lambeth za kugo, štirideset dni po posvetitvi.
V matematiki je razširil pojem razmerja še na polovično razmerje, katerega dvojno razmerje je razmerje a : b, kar bi danes zapisali {\displaystyle a:b^{(1/2)}}
ali {\displaystyle a^{(1/2)}:b^{(1/2)}}. Za njim se je s takimi razmerji ukvarjal Nicole Oresme.